# Linia kolejowa nr 29
Linia kolejowa nr 29 Tłuszcz – Ostrołęka – zelektryfikowana, jednotorowa, pierwszorzędna linia kolejowa znaczenia państwowego o długości 76,046 km. Na jej trasie znajduje się 7 stacji kolejowych oraz 9 przystanków osobowych. 
Linia została otwarta 13 października 1897 r. Zelektryfikowana w 1982 r. (Tłuszcz - Wyszków) i 1985 r. (Wyszków - Ostrołęka).